# Base de données mondiale sur les dessins et modèles
La Base de données mondiale sur les dessins et modèles (Global Design Database) est une base de données en ligne développée et maintenue par l'Organisation Mondiale de la Propriété Intellectuelle. Elle sert de ressource mondiale pour les dessins et modèles industriels, offrant aux utilisateurs l'accès à une vaste collection de dossiers de dessins internationaux favorisant la transparence, l'efficacité et l'accessibilité du système de conception. La base de données offre des outils et des fonctionnalités de recherche précieux pour aider les concepteurs, les chercheurs, les professionnels de la propriété intellectuelle et les décideurs politiques à explorer les dessins industriels dans le monde entier, à suivre les enregistrements de dessins, à trouver des conflits potentiels, à donner accès aux données de conception à des fins d'analyse, d'élaboration de politiques et de recherche universitaire.

## Histoire
La Base de données mondiale sur les dessins et modèles a été officiellement lancée en 2015,. Elle a été conçu pour fournir une plate-forme centralisée permettant de rechercher et de récupérer des enregistrements de conception à partir de diverses bases de données nationales et internationales. Au cours des années suivantes, la base de données a continué à évoluer et à étendre ses fonctionnalités pour répondre aux demandes croissantes des utilisateurs de conception.
En juin 2023, elle contenait plus de 15 millions d'enregistrements.

## Caractéristiques et fonctionnalités
La Base de données mondiale sur les dessins et modèles offre une gamme de fonctionnalités et d’outils pour aider les utilisateurs à rechercher et explorer des informations de conception. Certaines fonctionnalités clés incluent :
Couverture étendue
La base de données donne accès à une vaste collection de dossiers de conception provenant de bureaux de conception nationaux et internationaux. Elle couvre les dessins industriels enregistrés dans le cadre du système de La Haye pour l'enregistrement international des dessins industriels, ainsi que les bureaux nationaux de dessins et modèles de différents pays. Les utilisateurs peuvent rechercher des modèles enregistrés dans plusieurs juridictions, ce qui en fait une ressource précieuse pour la protection mondiale des modèles.
Interface de recherche multilingue
La base de données prend en charge plusieurs langues, permettant aux utilisateurs d'effectuer des recherches à l'aide de mots-clés, de titres de designs, de noms de candidats et d'autres critères pertinents dans leur langue préférée. Cette capacité multilingue améliore la convivialité et l'efficacité de la base de données, permettant aux utilisateurs de rechercher des conceptions en utilisant la terminologie locale ou internationale.
Options de recherche avancées
Les utilisateurs peuvent utiliser des options de recherche avancées pour affiner leurs requêtes et récupérer des enregistrements de conception spécifiques. La base de données propose divers filtres de recherche, notamment la classification du dessin ou modèle, le statut, le nom du demandeur et la date de dépôt. Ces filtres aident les utilisateurs à affiner leurs recherches et à localiser plus efficacement les conceptions pertinentes.
Informations de conception détaillées
Les utilisateurs peuvent accéder à des informations complètes pour chaque enregistrement de conception via la base de données. Chaque enregistrement fournit des détails tels que le titre du design, le nom et l'adresse du demandeur, les dates d'enregistrement et d'expiration, la classification du design, le statut et les documents associés. Les utilisateurs peuvent consulter le statut juridique de la conception et télécharger les documents pertinents pour une analyse et une référence plus approfondies.